# Digger Barnes
Digger Barnes is een personage uit de Amerikaanse soapserie Dallas. De rol werd gespeeld door David Wayne in de eerste en laatste aflevering van het eerste seizoen, dat toen een vijfdelige miniserie was. In het tweede seizoen speelde hij nog twee afleveringen. In het derde seizoen nam Keenan Wynn de rol over voor tien afleveringen tot zijn personage overleed. In 1986 werd een jonge Digger gespeeld door David Marshall Grant in de televisiefilm Dallas: The Early Years.